# Zisterzienserinnenkloster Ołobok

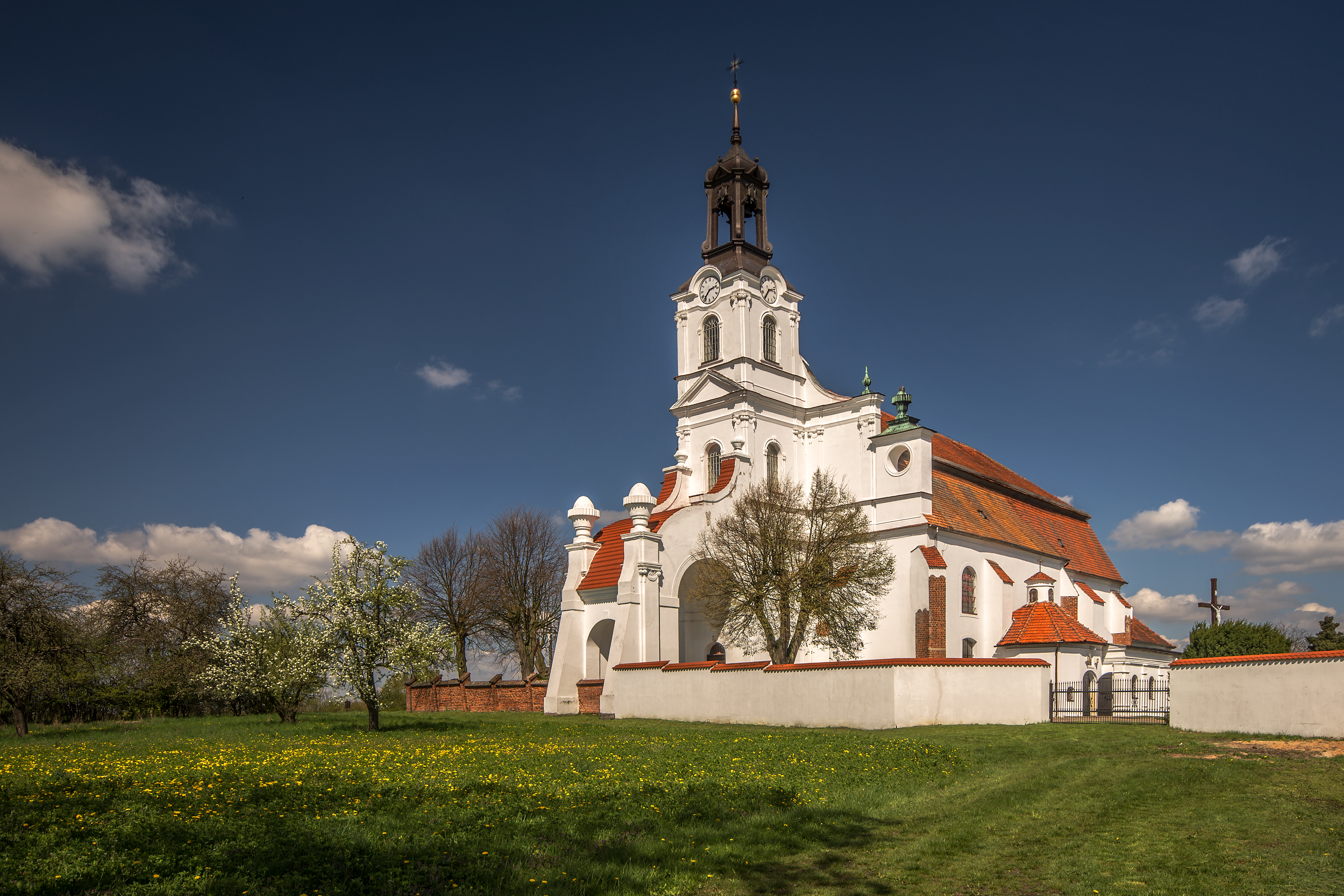
St.-Johannes-Evangelist-Kirche

Das Zisterzienserinnenkloster Ołobok (lateinisch Monasterium sanctimonialium in Olobok, und ähnlich)  war ein Kloster der Zisterzienserinnen in Ołobok in Großpolen von 1211 bis 1864.

## Lage
Die Niederlassung wurde am Flüsschen Ołobok , einem Nebenfluss der Prosna, gegründet. Sie lag im Gebiet der Herzöge von Kalisch, dann in der Woiwodschaft Kalisz im Herzogtum Großpolen,  unmittelbar an der Grenze zu Schlesien und der Neumark, wahrscheinlich an wichtigen Handelsstraßen.
Heute befindet es sich in der Woiwodschaft Großpolen bei Ostrów Wielkopolski.

## Geschichte
Der schlesische Herzog Heinrich I. schenkte 1207 dem Zisterzienserinnenkloster Trebnitz den Ort Olobok. 1211 wurde dort eine eigene Niederlassung von Zisterzienserinnen durch den  Herzog Władysław Odonic von Kalisz mit Nonnen aus Trebnitz gegründet. Diese wurde dem Evangelisten Johannes und der Allerseligsten Jungfrau Maria geweiht.
1241 wurde das Priorat Łubnice an der Prosna  als Tochterniederlassung gegründet, 1253 jedoch wieder aufgelöst. Das Kloster Ołobok behielt aber die dortigen Besitzungen. 
Im 17. Jahrhundert konnte die Astronomin Maria Cunitz im Kloster ihre Forschungen fortsetzen. 
1793 kam das Gebiet unter preußische Verwaltung. 1836 wurde es offiziell aufgelöst, der Konvent erlosch aber erst 1864 mit dem Tod der letzten verbliebenen Nonne. 
Die St.-Johannes-Evangelist-Kirche ist erhalten.

### Polnische Fachliteratur
- Ewa Kotowska-Rasiak, Justyna Sprutta: Ołobok na cysterskim szlaku. Urząd Gminy, Sieroszowice 2010.
- Aneta Franc: Obraz klasztoru Cysterek w Ołoboku w oczach społeczeństwa doby potrydenckiej (1580–1737).  In: Rocznik Kaliski 32, 2006, S. 9–21; über Geschichte im 16. bis 18. Jahrhundert
- Wojciech Baran-Kozłowski: Wokół początków fundacji klasztoru cysterek w Ołoboku. In: Nasza Przeszłość 102, 2004, S. 449–460; über Gründungsumstände
- Aleksander Andrzejewski, Leszek Kajzer: Klasztor cysterek w Ołoboku w świetle archeologicznych badań terenowych. In: Andrzej M. Wywra, Antoni Kiełbasa. (ed.): Cysterki w dziejach i kulturze ziem polskich, dawnej Rzeczypospolitej i Europy Środkowej. Poznań 2004, S. 617–633; zu archäologischen Befunden

- Stanisław Karwowski : Klasztor PP. cystersek w Ołoboku.  In: Roczniki Towarzystwa Przyjaciół Nauk Poznańskie. T. XXVI. Poznań 1900. S. 1–114. Digitalisat; grundlegende Darstellung

### Handbuchliteratur
- Bernard Peugniez: Le Guide Routier de l’Europe Cistercienne. Editions du Signe, Strasbourg 2012, S. 1052f.